# ポンゲ6
ポンゲ6（朝鮮語: 번개6호、Pongae-6、ポンゲは稲妻を意味する）は、朝鮮民主主義人民共和国が開発した地対空ミサイル。アメリカ軍のコードネームでは、ポンゲ5と合わせて「KN-06」と分類されている。
2012年5月に、金正恩による視察についての報道の中で初めて存在が公開され、北朝鮮によればポンゲ5の改良型でロシアのS-400に相当する性能とされる。
2020年10月の朝鮮労働党創建75周年パレードに登場した地対空ミサイル車両がポンゲ6ではないかとする推測がある。2021年9月30日には、パレードの車両に似た「新開発の対空ミサイル」の発射試験の様子が朝鮮中央放送で公開されている。